# Ochlerotatus
Ochlerotatus es uno de los subgéneros en que se divide el género Aedes de la familia de los culícidos. Sus especies, denominadas comúnmente mosquitos o zancudos, pueden llegar a generar problemas sociales, económicos y sanitarios, tanto por las molestias que producen sus picaduras en personas y animales domésticos como por las enfermedades de las cuales son vectores. 

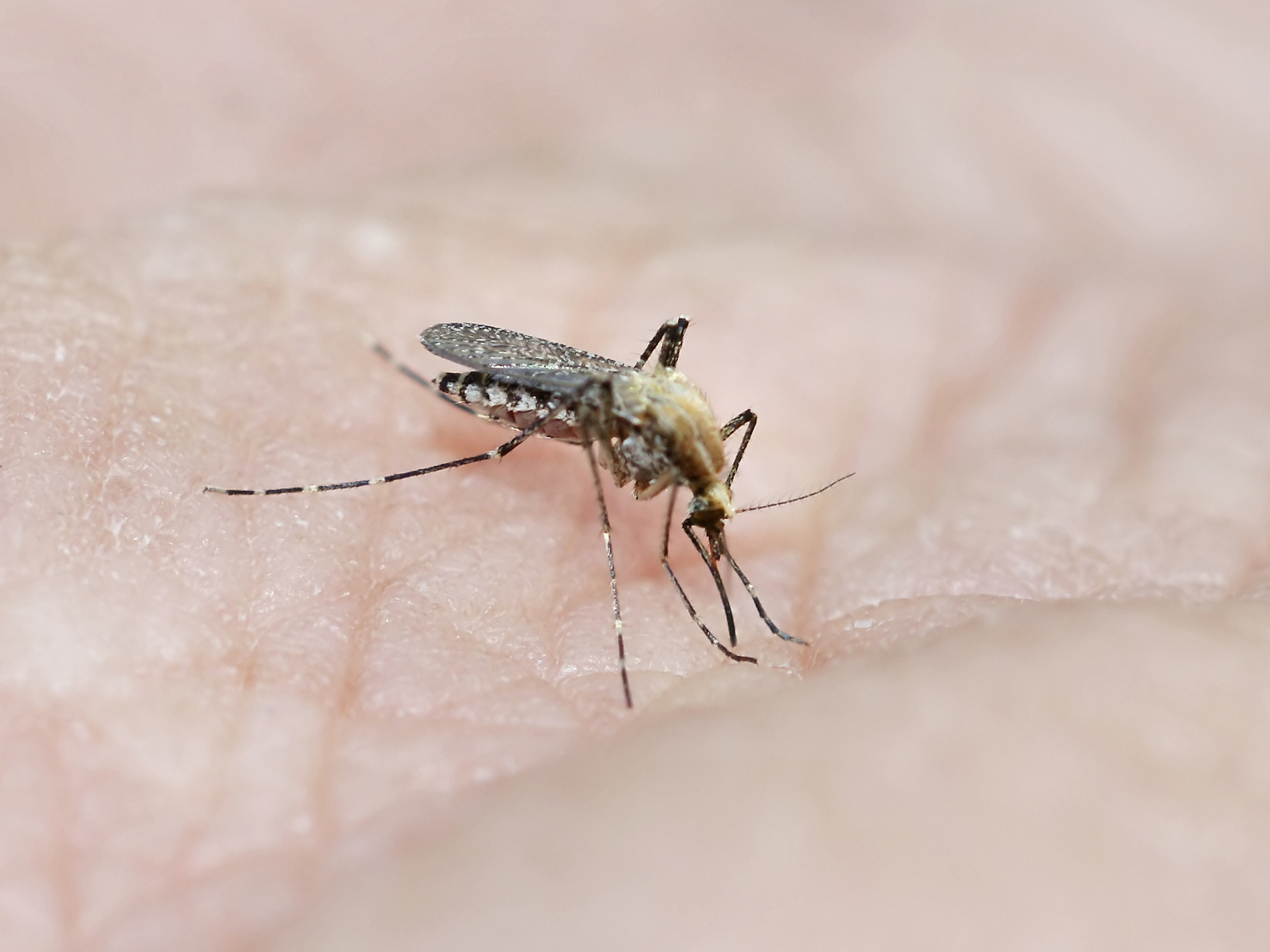
Aedes (Ochlerotatus) caspius, picando en Torregrande, Sardinia, Italia.

## Taxonomía
Descripción original e historia taxonómica
Este taxón fue descrito originalmente en el año 1891 por el naturalista, entomólogo y político argentino Félix Lynch Arribalzaga.
Posteriormente fue subordinado al género Aedes, hasta que en el año 2000 fue elevado a la categoría de género independiente. Sin embargo, en el año 2015 volvió a ser considerado una división subgenérica de Aedes.

## Distribución y hábitat
Las especies de este género se distribuyen por todo el mundo, desde zonas cálidas hasta ambientes muy fríos de elevadas latitudes.

## Costumbres
Alimentación

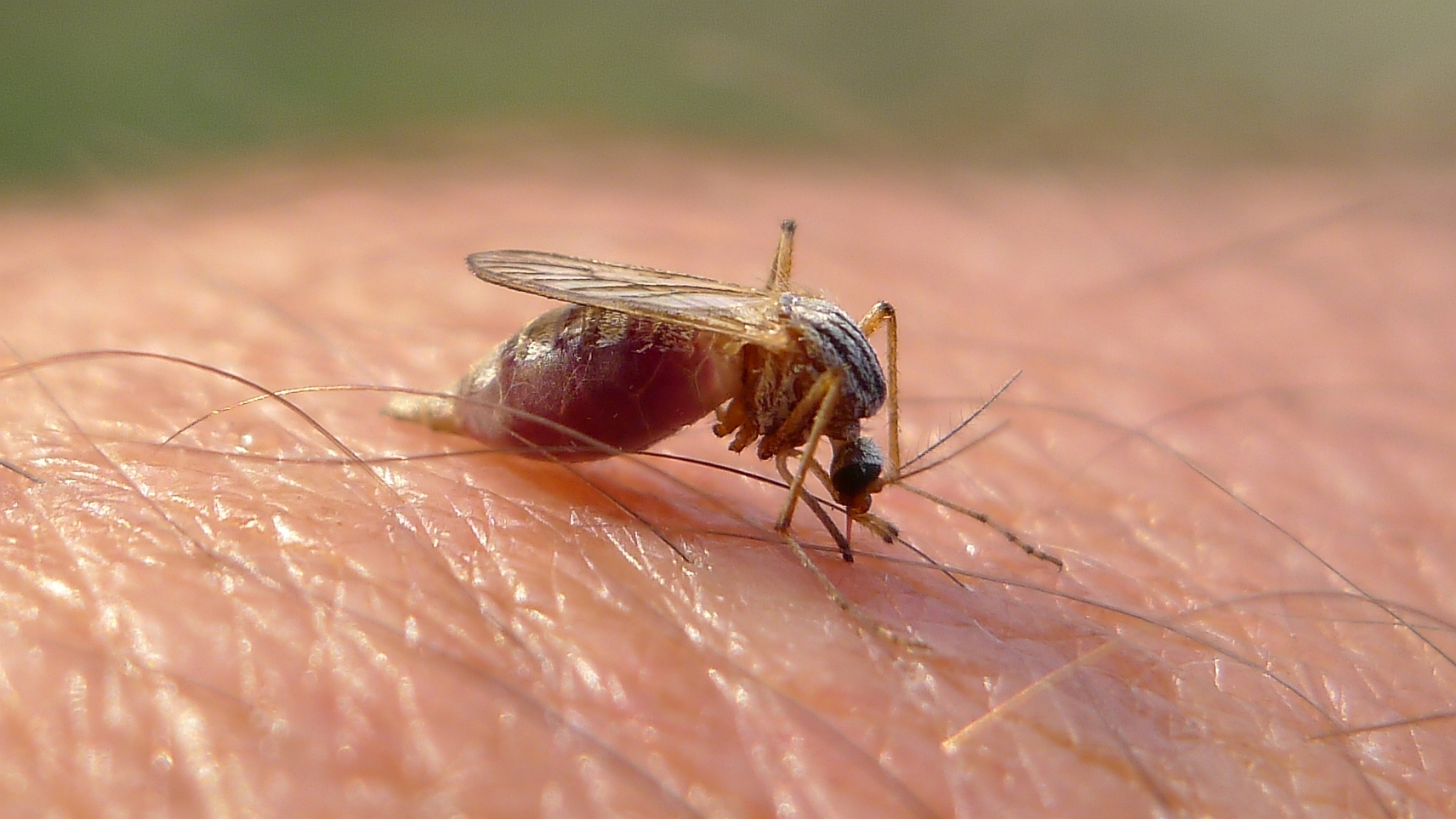
Aedes (Ochlerotatus) vittiger en Gundaroo, Australia.

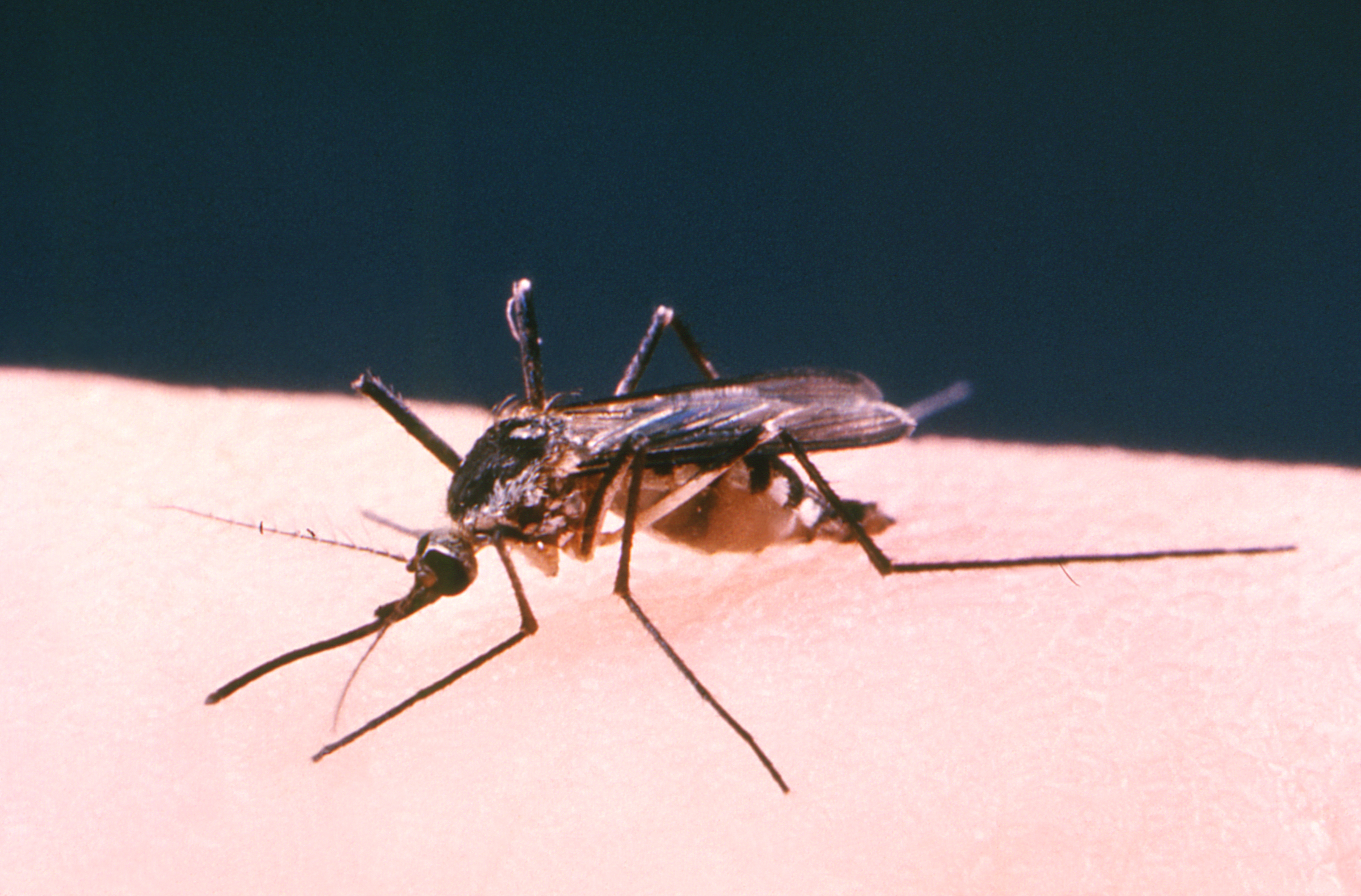
Aedes (Ochlerotatus) triseriatus.

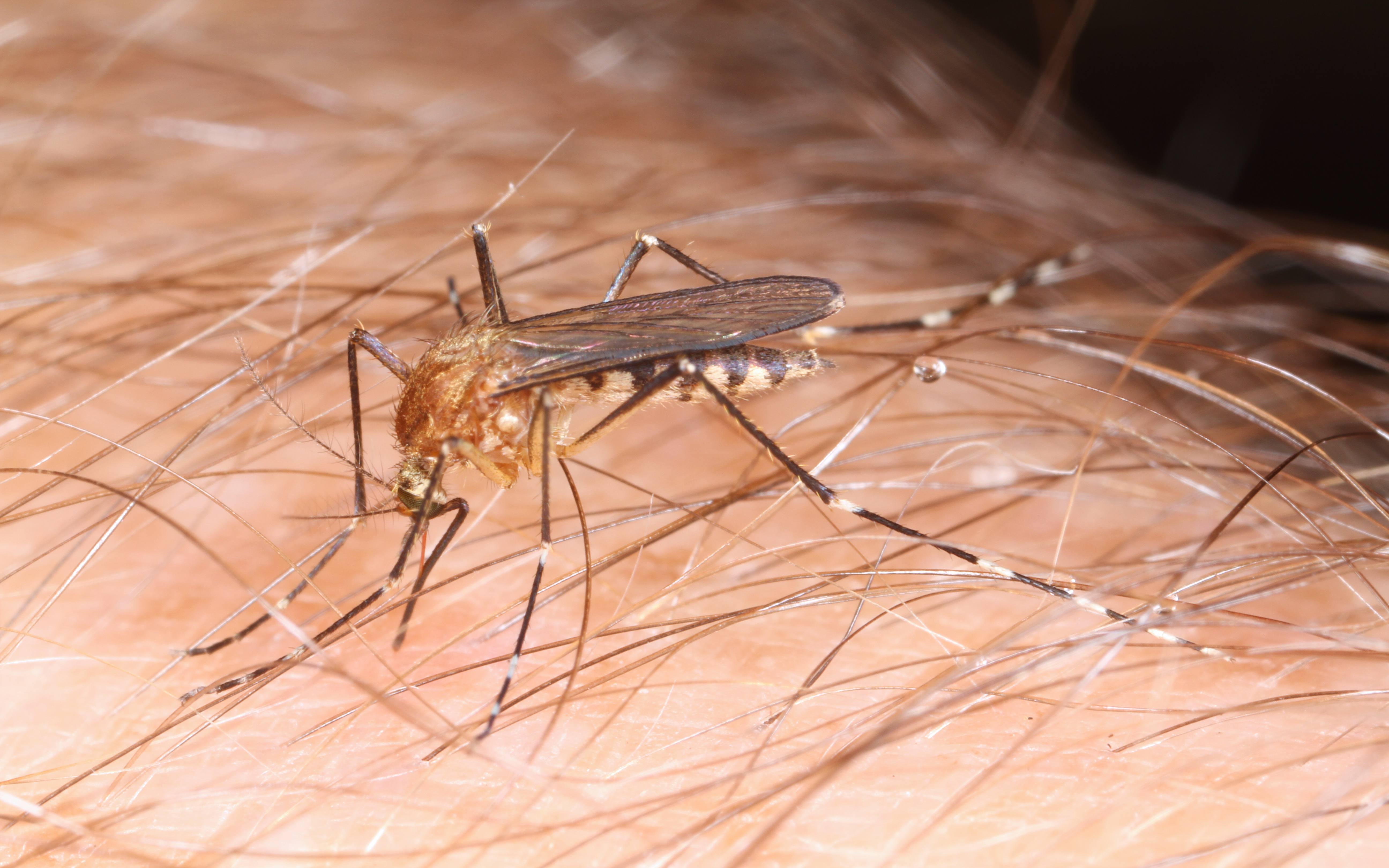
Aedes (Ochlerotatus) canadensis.

Los machos se alimentan de savia, néctar y jugos de frutas. La dieta de la hembra, en cambio, consiste en sangre de vertebrados, la cual es obtenida primero perforando la piel mediante una probóscide (una adaptación de sus piezas bucales) y luego succionándola. 
Reproducción
Sin la hematofagia es imposible que la hembra pudiese desencadenar el ciclo gonotrófico, el cual concluirá con el desarrollo y puesta de una nueva camada de huevos. Estos son colocados en terrenos deprimidos, los cuales son cubiertos por el agua acumulada de las precipitaciones. Luego del nacimiento, se desarrollan dentro del agua las larvas y seguidamente las pupas, emergiendo finalmente una nueva cohorte de adultos, los que en pocas semanas también serán capaces de producir nuevos ciclos reproductivos.

## Importancia económica y social
Dada su avidez por succionar sangre, las hembras de algunas especies de este subgénero constituyen vectores de enfermedades. Por ejemplo, Aedes (Ochlerotatus) albifasciatus, además de ser un potencial transmisor de varios arbovirus, es el principal vector del virus de la encefalitis equina occidental (VEEO), enfermedad infecciosa de la cual no existen vacunas ni fármacos terapéuticos. Aedes (Ochlerotatus) taeniorhynchus es uno de los vectores del virus de la encefalitis equina del este (VEEE). La especie anterior, además de Aedes (Ochlerotatus) triseriatus, están entre los vectores responsables de la propagación de la encefalitis del virus del Nilo Occidental (VNO) a seres humanos y equinos.